# Service central d'hydrométéorologie et d'appui à la prévision des inondations
Le Service central d’hydrométéorologie et d’appui à la prévision des inondations (SCHAPI) est le service national mandaté pour la prévision des crues en France. Il a été créé le 2 juin 2003 dans le cadre de la réorganisation du système de prévision à la suite d'une série d'inondations catastrophiques : Nîmes (1988), Vaison-la-Romaine (1992), Aude (1999), Gard (2002), et Rhône (2003).

## Mandat
Ce service, sous la direction du ministère de l'écologique appuie les SPC (Services de prévision des crues), anciens SAC (Service d'annonce des crues), de l'établissement et de la diffusion de l'information sur la vigilance « crues », et de la coordination scientifique et technique entre les différents services et acteurs de la prévision des crues. Depuis 2006, le SCHAPI a également pour mission de collecter et d'organiser les données d'hydrométrie nationales, visant à alimenter la base de données de la « Banque-Hydro ».
La marque Vigicrues a été lancée à Toulouse le 23 février 2015 par la ministre de l'Environnement Ségolène Royal, lors de l'inauguration des nouveaux locaux du SCHAPI.

## Organisation

### Organisation interne
Le service est structuré autour de cinq pôles :
- Pôle Appui/Secrétariat général (SG) ;
- Pôle Vigilance et prévision hydrométéorologique (VPH) ;
- Pôle Acquisition de données et hydrométrie (ADH) ;
- Pôle Modélisation et hydrologie opérationnelle (MHO) ;
- Pôle Systèmes d'information (SI).

### Conseil d'orientation
Le conseil d'orientation (CODOR) du service central d'hydrométéorologie et d'appui à la prévision des inondations (SCHAPI), institué par l'article 8.3.1 de l'arrêté du 9 juillet 2008 d'organisation de l'administration centrale du ministère chargé de l'écologie et du développement durable, est consulté sur le programme d'activité du SCHAPI et sur les conditions de son exécution. Il prend connaissance de l'avis et des recommandations formulées par le conseil scientifique et technique. Il est composé de représentants des services de l'État et de ses établissements publics : administrations centrales des ministères chargés de l'écologie et du développement durable et de l'intérieur, préfets, directeurs de directions régionales de l'environnement, de l'aménagement et du logement (DREAL), chefs d'état-major de zone de défense, directeurs de directions départementales des territoires et de la mer - DDT(M), directeurs d'établissements publics de l'État ; Y sont également représentés des organismes susceptibles d'exprimer les préoccupations des collectivités territoriales : deux maires désignés par l'Association des maires de France(AMF), un président de conseil départemental désigné par l'Assemblée des départements de France (ADF), un président d'intercommunalité désigné par l'Assemblée des communautés de France (ACF), un président d'établissement public territorial de bassin désigné par l'Association française des établissements publics territoriaux de bassins (AFEPTB) et la présidente du Centre européen pour la prévention des risques d'inondation (CEPRI) ; Les secteurs professionnels particulièrement concernés (service départemental d'incendie et de secours, hydroélectricité, assurances) en font également partie, ainsi que des associations (l'association de victimes d'inondations et l'association française de prévention des catastrophes naturelles) ; Enfin, y siègent aussi le président du Conseil scientifique et technique, ainsi que d'un représentant élu du personnel du SCHAPI.

## Fonctionnement

Carte des services de prévision des crues en France métropolitaine.

Depuis son siège sur la météopole à Toulouse, le SCHAPI assure, en collaboration avec les 19 SPC répartis sur la France métropolitaine, le suivi en continu du risque inondation sur 23 000 km de cours d'eau. Ce réseau de surveillance couvre 75 % de la population vivant en zone inondable. 
La vigilance crue gérée par le SCHAPI possède un fonctionnement similaire à la vigilance météorologique de Météo France. Elle permet d'informer les autorités aussi bien que le grand public sur le risque de crue. La couleur de la vigilance indique la gravité du phénomène en cours. Deux fois par jour (10 h et 16 h), et plus fréquemment en cas d'évènement majeur, sont publiés une carte et un bulletin de suivi des cours d'eau sur le site dédié. Y sont également accessibles des données de débit et de hauteur d'eau sur ces cours d'eau au niveau des stations jaugées, en temps réel.
Quatre couleurs de vigilance « crue » peuvent s'appliquer aux cours d'eau. Elles sont identiques à celles utilisées dans le cadre de la vigilance météorologique de Météo-France. La vigilance crue est d'ailleurs coordonnée à la vigilance météorologique via les pictogrammes « inondation » et « pluie-inondation ».
- Vert : Pas de vigilance particulière requise.
- Jaune : Risque de crue génératrice de débordements et de dommages localisés ou de montée rapide et dangereuse des eaux, nécessitant une vigilance particulière notamment dans le cas d’activités exposées et/ou saisonnières.
- Orange  : Risque de crue génératrice de débordements importants susceptibles d’avoir un impact significatif sur la vie collective et la sécurité des biens et des personnes.
- Rouge : Risque de crue majeure. Menace directe et généralisée de la sécurité des personnes et des biens.

En février 2015, l’État français, représenté par le Ministère de l’Écologie, a déposé la marque « © Vigicrues ».